# Martin Paz

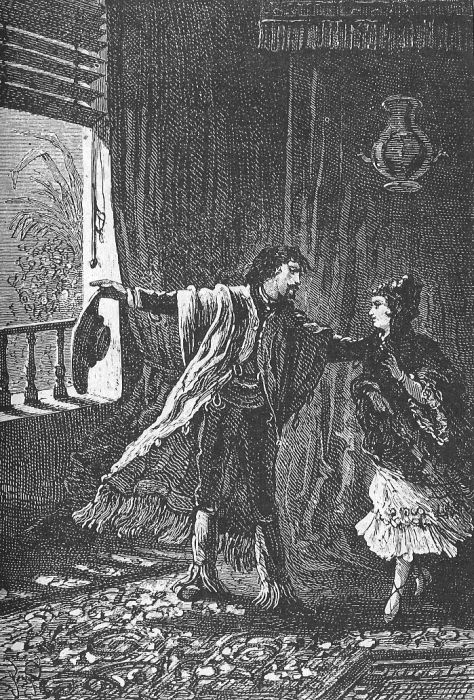
Illustration von Jules Férat zu der Kurzgeschichte Martin Paz

Martin Paz ist eine Kurzgeschichte des französischen Autors Jules Verne. Sie erschien im August 1852 in französischer Sprache unter dem Titel L'Amérique du Sud. Moeurs péruviennes. Martin Paz, nouvelle historique in Musée des familles. Später wurde die Kurzgeschichte als Anhang des Romans Der Chancellor (Le Chancellor) unter dem Namen Martin Paz am 1. Februar 1875 bei Pierre-Jules Hetzel in Paris veröffentlicht.

## Handlung
In Peru besteht zu der Zeit, zu der die Geschichte spielt, die Gesellschaft aus drei Hauptgruppen. Es handelt sich um die Nachfahren der spanischen Konquistadoren, die Mischlinge aus Europäern und Eingeborenen (Mestizen) und die Indianer. Der Marquis Don Vergal, dessen Vermögen stetig abnimmt, ist ein Spanier, der aufstrebende Neureiche Andreas Certa ein Mestize und Martin Paz ein Indianer.
In Lima hat sich Andreas Certa durch einen geheimen Vertrag das Wohlwollen eines Geldleihers, des Juden Samuels, gesichert, der Certa dafür seine hübsche Tochter Sarah versprochen hat. Sarah hat sich jedoch in Martin Paz verliebt. Dessen Bemühungen um Sarah bleiben Certa nicht verborgen. Nach einer Messerstecherei vor Samuels Haus muss Martin Paz fliehen. Er stürzt sich vor den Verfolgern in einen reißenden Fluss. Die Verfolger gehen von seinem Tod aus, aber Paz kann sich retten und kommt bei dem edel handelnden Marquis Vergal unter. In dessen Schutz kann Paz nach Chorillos an die Küste gelangen. Der Marquis Don Vergal versucht dort seinen Schützling zu retten, gleichzeitig will er ihn aber auch von der Liaison mit der Jüdin Sarah abhalten, die aus seiner Sicht unschicklich wäre. Sarah hat sich jedoch den Gedanken der katholischen Kirche genähert und besucht heimlich den Gottesdienst der Katholiken.
Certa macht zusammen mit Samuel ebenfalls einen Ausflug nach Chorillos. In der dortigen Spielbank verliert Certa einiges Geld. Samuel dagegen stört das nicht, da ihm die Spielbank gehört. Certa zieht sich mit Samuel zu einer ungestörten Beratung auf das offene Meer zurück. Paz hat sie zufällig gesehen und folgt ihnen heimlich schwimmend. Dabei erfährt er, dass Sarah nicht die Tochter Samuels ist, sondern die Tochter eines reichen, spanischstämmigen Adligen, dessen Frau und deren damals zweijährige Tochter bei einer Seereise von einem Unwetter überrascht wurden. Das Schiff wurde von der Mannschaft verlassen und strandete. Der ebenfalls an Bord befindliche Samuel rettete das Kleinkind vor dem Ertrinken. Die Mutter des Kindes starb in den Fluten. Certa will Sarah heiraten, damit er mit der Hilfe ihrer adligen Abstammung in die von ihm angestrebten höheren Kreise eintreten kann. Den Nachweis der adligen Abstammung will ihm Samuel für Geld abtreten.
Vor der Hochzeit mit Certa kann Martin Paz in Sarahs Nähe kommen. Da beginnt eine Rebellion der Indianer. Von ihnen wird Martin Paz als Abtrünniger angesehen, da er seine privaten Interessen vor jene der Gemeinschaft gestellt hat. In der Rebellion wird Samuel getötet. Als die Aufständischen Samuels Haus stürmen, kann Paz mit Sarah zu Vergal flüchten. Vergal erfährt, dass Sarah seine Tochter ist, an deren Tod er geglaubt hatte. Die von Paz enttäuschten Indianer lassen als Rache die Leute um den Marquis Don Vergal und Martin Paz in die Messer des Mestizen Certa mit seinen Leuten laufen. Vergal und Paz können jedoch entkommen. Sarah wird von den Indianern verschleppt, Don Vergal und Martin Paz verfolgen die Entführer. Sarah wird aus Rache von den Indianern zum Tode verurteilt. Mit einem Kanu soll sie an einem Wasserfall zu Tode gestürzt werden. Don Vergal und Martin Paz geraten in den Pfeilhagel der Indianer. Paz stürzt in das Kanu und stirbt gemeinsam mit Sarah.